# Tilemsi (Gao)
Tilemsi è un comune rurale del Mali facente parte del circondario di Gao, nella regione omonima.